# Qualificazioni alla Coppa del Mondo di rugby 2019 - Oceania
Le qualificazioni oceaniane alla Coppa del Mondo di rugby 2019 si tennero tra il 2016 e il 2017 e riguardarono 5 squadre nazionali oceaniane che dovettero due qualificate alla Coppa più ulteriori due da destinare ai turni di ripescaggio.
Alla Coppa del Mondo di rugby 2019 erano ammesse le 12 migliori squadre dell'edizione precedente, vale a dire le prime tre classificate di ciascuno dei quattro gironi della prima fase; tra di esse figuravano tutte le squadre oceaniane di prima fascia Australia e Nuova Zelanda, finaliste di tale edizione di torneo.
Le qualificazioni si tennero su due turni, il primo dei quali coincidente con la disputa delle edizioni 2016 e 2017 della World Rugby Pacific Nations Cup, e il secondo con quello della Coppa d'Oceania.
A qualificarsi direttamente alla Coppa del Mondo furono Figi e Tonga, mentre Samoa accedette allo spareggio euro/oceaniano e le Isole Cook a quello asiatico/oceaniano.

## Criteri di qualificazione
- Primo turno: due qualificate dirette dalla classifica combinata delle Pacific Nations Cup 2016 e 2017 come Oceania 1 e Oceania 2; la terza spareggia contro la migliore non qualificata della zona europea
- Secondo turno: la vincitrice della Coppa d'Oceania 2017 accede allo spareggio contro la migliore non qualificata della zona europea[1]

## Situazione prima degli incontri di qualificazione
| Primo turno                                     | Secondo turno                               | Qualificate |
| ----------------------------------------------- | ------------------------------------------- | --- |
| Oceania Cup 2016 e 2017: - Figi - Tonga - Samoa | Coppa d'Oceania 2017: - Isole Cook - Tahiti | Classificate direttamente: - 1ª classifica combinata 1º turno - 2ª classifica combinata 1º turno Allo spareggio Europa/Oceania - 3ª classifica combinata 1º turno Allo spareggio Asia/Oceania - Vincitrice 2º turno |

## Primo turno

### Classifica combinata World Rugby Pacific Nations Cup 2016 e 2017
|  | Squadra | G | V | N | P | P+  | P-  | P±  | B | PT |
|  | ------- | - | - | - | - | --- | --- | --- | - | -- |
|  | Figi    | 4 | 4 | 0 | 0 | 101 | 60  | +41 | 1 | 17 |
|  | Tonga   | 4 | 1 | 0 | 3 | 68  | 93  | -25 | 2 | 6  |
|  | Samoa   | 4 | 1 | 0 | 3 | 88  | 104 | -16 | 1 | 5  |

### Esito del primo turno
- Figi: qualificata alla Coppa del Mondo come prima squadra oceaniana
- Tonga: qualificata alla Coppa del Mondo come seconda squadra oceaniana
- Samoa: allo spareggio Europa/Oceania

## Secondo turno
La coppa, in gara unica, fu vinta sul campo da Tahiti ma, su reclamo delle Isole Cook, World Rugby diede a queste ultime la vittoria a tavolino e squalificò quei giocatori tahitiani non in regola con le norme sull'idoneità internazionale, decretando la vittoria delle Isole Cook.

### Esito del secondo turno
- Isole Cook: allo spareggio Asia/Oceania

## Quadro generale delle qualificazioni
In grassetto le squadre qualificate al turno successivo
| Primo turno                                     | Secondo turno                               | Qualificate |
| ----------------------------------------------- | ------------------------------------------- | --- |
| Oceania Cup 2016 e 2017: - Figi - Tonga - Samoa | Coppa d'Oceania 2017: - Isole Cook - Tahiti | Classificate direttamente: - Figi - Tonga Allo spareggio Europa/Oceania - Samoa Allo spareggio Asia/Oceania - Isole Cook |